# Сюй Гуанци

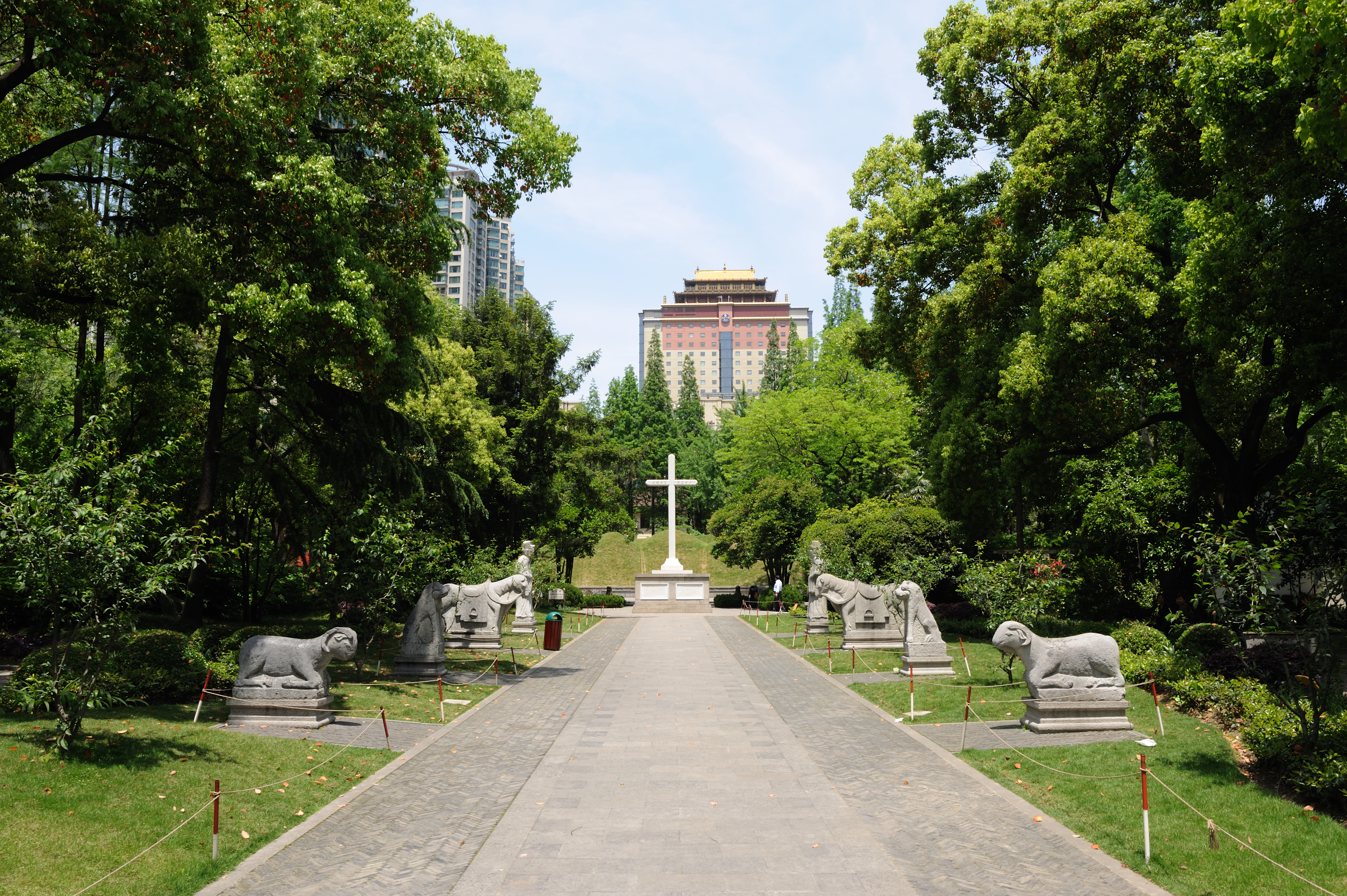
Могила Сюй Гуанци, Шанхай, Китай

Сюй Гуанци́ (кит.  徐光启, 徐光啟, Xú Guāngqǐ, 24.04.1562 г., Шанхай, Китай — 8.11.1633 г., Китай) — китайский учёный в области сельского хозяйства, переводчик, математик, астроном династии Мин. Сюй Гуанци совместно с католическими миссионерами из монашеского ордена иезуитов Маттео Риччи и Сабатино де Урсис переводил европейские научные труды того времени на китайский язык. Самым значительным переводом Сюй Гуанци была первая часть книги «Начала Евклида». Сюй Гуанци написал научное сочинение «Нун Чжэн Цюань Шу», которое считается одним из самых первых китайских научных сельскохозяйственных трудов. Сюй Гуанци принял крещение, после которого взял себе имя Павел. Сюй Гуанци сыграл значительную роль в распространении католицизма в Китае. Он считается одним из «Трёх столпов китайского католицизма».

## Биография
Сюй Гуанци родился 24-го апреля 1562 года в бедной семье в Шанхае. Его отец, зарабатывая сельскохозяйственными работами, смог послать шестилетнего Сюй Гуанци на обучение в школу. В возрасте 19 лет Сюй гуанци получил начальную научную степень, после чего стал работать в суде, одновременно занимаясь научной деятельностью. Он жил в период, когда математика в Китае находилась в упадке и не развивалась. Сюй Гуанци обвинял китайское научное общество в потере интереса к математике и прилагал усилия к развитию математической науки в Китае.
Сюй Гуанци, познакомившись с иезуитом Маттео Риччи, стал вместе с ним переводить европейские научные труды на китайский язык и некоторые конфуцианские тексты на латинский язык. В 1603 году Сюй Гуанци принял крещение, взяв себе имя апостола Павла. После принятия католицизма Сюй Гуанци стал ещё сильнее критиковать в своих сочинениях китайское научное интеллектуальное общество, обвиняя его в том, что оно отстало в своём развитии от европейской науки. Он также считал, что вооружение китайской армии европейской артиллерией сможет защитить Китай от вторжения маньчжуров.
В 1607 году Сюй Гуанци оставил государственную службу и вернулся к себе домой в Шанхай, где он стал экспериментировать с европейской системой орошения. Он также экспериментировал с выращиванием батата и хлопка. Через некоторое время его снова призвали на государственную службу, во время которой он смог сделать карьеру, получив пост министра. Будучи на государственной службе, он продолжал экспериментировать с новыми для Китая сельскохозяйственными культурами.
С 1613 по 1620 гг. Сюй Гуанци часто посещал Тяньцзинь, где руководил постройкой военных поселений.
В 1633 году Сюй Гуанци умер. Его могила сохранилась и находится в Шанхае недалеко от католического собора святого Игнатия Лойолы.

## Научная деятельность

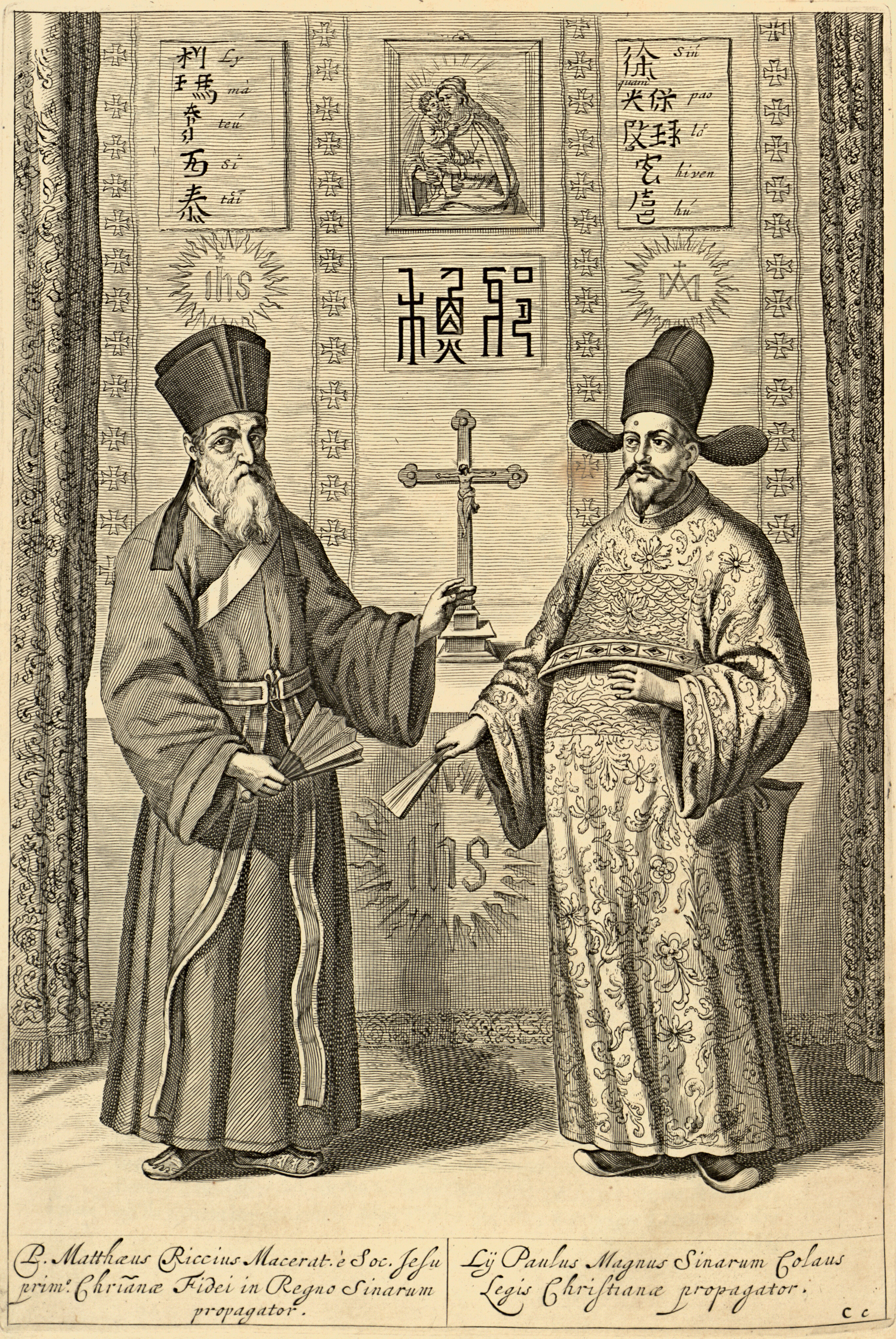
Маттео Риччи (слева) и Сюй Гуанци (справа)

### Математика
В 1607 году Сюй Гуанци, пытаясь активизировать китайское научное сообщество, вместе с Маттео Риччи перевёл первую часть «Начал Евклида» на китайский язык. Этим трудом Сюй Гуанци познакомил китайских учёных с европейской математикой и логикой. Считается, что с перевода на китайский язык «Начал Евклида» в Китае началось возрождение математики.

### Астрономия
Сюй Гуанци вместе с Маттео Риччи предсказал солнечное затмение 1629 года, после чего был назначен китайским императором заниматься реформой китайского календаря. Эта реформа календаря, завершившаяся только после смерти Сюй Гуанци, стала первым научным сотрудничеством китайских и европейских учёных.

### Сельское хозяйство
Свои знания в области сельского хозяйства Сюй Гуанци собрал в своём самом известном сочинении «Нун Чжэн Цюань Шу». Сюй Гуанци в области сельского хозяйства интересовался западными системами орошения, употреблением в сельском хозяйстве удобрений, что подтолкнуло к развитию химии в Китае. Сюй Гуанци написал значительное количество сочинений, посвящённых сельскому хозяйству. Его интересовали темы распределения земли, управление водными ресурсами, очистка и возделывание почвы, ирригационное оборудование, садоводство, овощеводство, шелководство, животноводство, выращивание текстильных культур и лесное хозяйство.